# Абу-ль-Хасан аль-Амири
Абу-ль-Хасан Мухаммад ибн Юсуф аль-Амири (перс. ابوالحسن محمد بن ابی ذر یوسف عامری نیشابوری‎; араб. أبو الحسن محمد ابن يوسف العامري‎) — мусульманский теолог и философ арабского происхождения, который пытался примирить философию с религией, а суфизм с традиционным исламом. Хотя аль-Амири считал, что открытые истины ислама выше логических выводов философии, он утверждал, что они не противоречат друг другу. Аль-Амири постоянно стремился найти области согласия и синтеза между разрозненными исламскими сектами. Однако он считал, что ислам морально превосходит другие религии, особенно зороастризм и манихейство . 
Аль-Амири был самым выдающимся мусульманским философом, следовавшим традиции Кинди в исламской философии. Он был современником Ибн Мискавайха, а также его другом, и жил в полвека между аль-Фараби и Ибн Синой . Он был эрудитом, который писал о «... логике, физике, психологии, метафизике, этике, биологии и медицине, различных религиях, суфизме и толковании Корана, а также сновидений ». 

## Жизнь и образование
Абуль Хасан Мухаммад ибн Юсуф аль-Амири родился в Нишапуре, Хорасане (на территории современного Ирана). Он начал свою карьеру, учась у Абу Зайда аль-Балхи в Хорасане, а затем переехал в Рей и, в конечном итоге, в Багдад. Именно в Багдаде он познакомился с известными интеллектуалами 10-го века, такими как ат-Таухиди и Ибн Мискавайх.
Аль-Амири удалился в Бухару, где имел доступ к библиотеке Саманидов, и умер в Нишапуре в 992 году. Он считал, что философия не противоречит учению ислама, и пытался сосредоточить свои убеждения и основывать их как на философии, так и на исламе. Его взгляды отличались от взглядов других философов, считавших, что философские учения сильно отличаются от исламских или любых других культур. Аль-Амири утверждал, что явленная истина должна быть выше философии. Аль-Амири считал, что за древними греками не было последнего слова в философии, потому что грекам как обществу не хватало пророка, который имел бы последнее слово во всех его формах. Аль-Амири стремился защитить ислам от форм философии, которые считались независимыми от откровения.

## Работы
- аль-Иълам би манакиб аль-Ислам (Изложение достоинств ислама)
- Инкад аль-башар мин аль-джабр валь-кадар (Избавление человечества от проблемы предопределения и свободы воли). Здесь аль-Амири пытается решить проблему свободы воли путем применения аристотелевских принципов.
- аль-Такрир ли-авджу аль-такдир (Определение различных аспектов предопределения). Аль-Амири продолжает заниматься проблемой свободы воли.
- Китаб аль-амад алаъл-абад (О загробной жизни).